# Finales de la WTA de 2015
Las Finales de la WTA de 2015 fue un torneo femenino de tenis, realizado del 25 de octubre hasta el 1 de noviembre de 2015. El torneo se disputó en el Estadio Cubierto de Singapur, y participaron las ocho mejores jugadoras de la temporada en el cuadro de individuales y las ocho mejores parejas en el cuadro de dobles. Considerado el mayor de los dos campeonatos de fin de temporada de la WTA Tour 2015, fue la 45.ª edición de la competición en individuales y la 40.ª edición de la competición en dobles. 

## Torneo

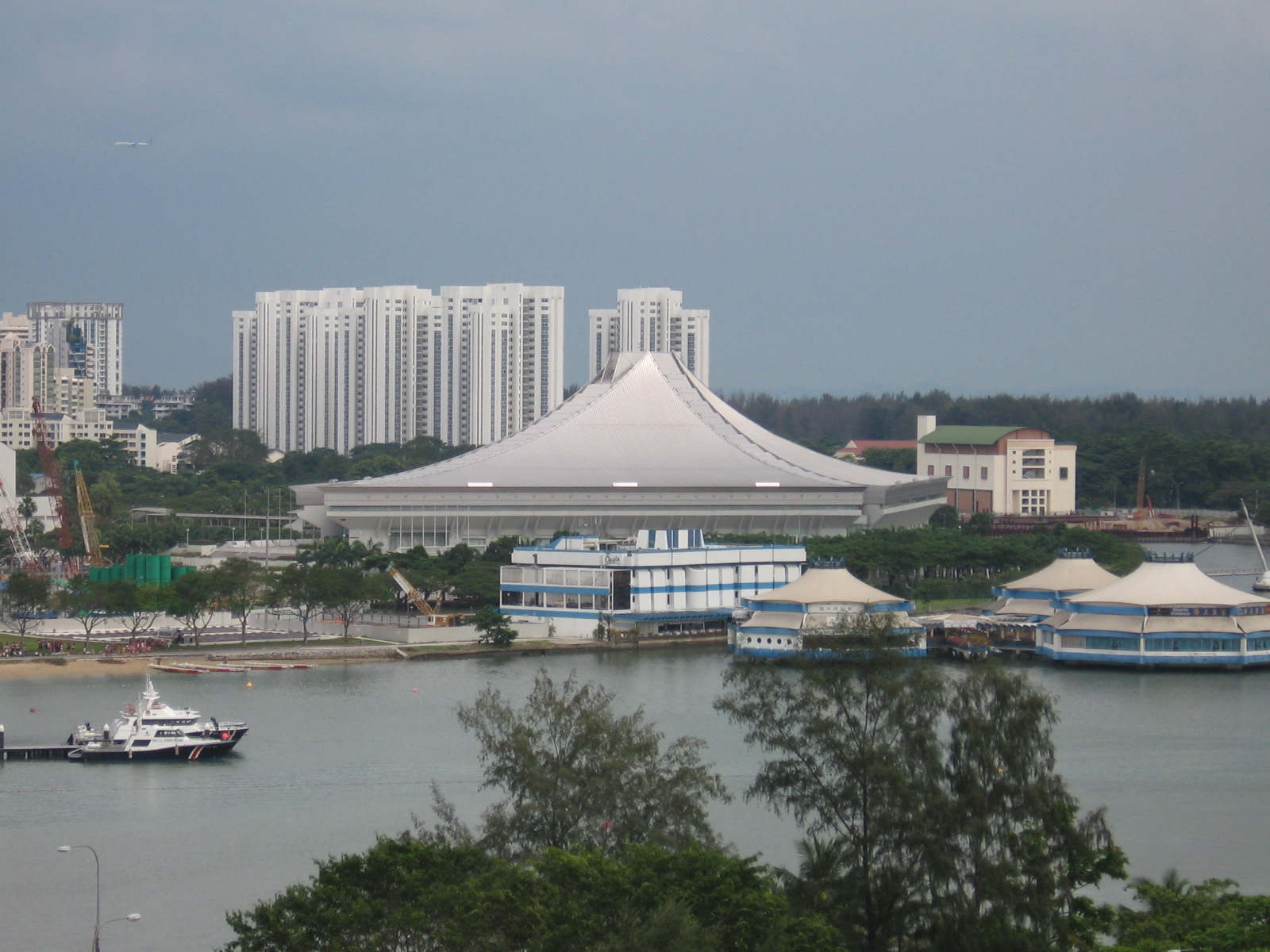
El Estadio cubierto de Singapur albergará por segunda vez el WTA Tour Championshipsen el 2015

Las finales de la WTA 2015 tuvieron lugar en el Singapur Indoor Stadium del 26 de octubre al 1 de noviembre de 2015. El torneo se llevó a cabo por la Asociación de Tenis de Mujeres (WTA), como parte de la WTA Tour 2015.

### Formato
El evento cuenta con las ocho mejores jugadoras en individuales, con un formato de todos contra todos, divididas en dos grupos de cuatro. Durante los primeros cuatro días de competición, cada jugadora se enfrenta a las otras tres jugadoras en su grupo, y las dos primeras de cada grupo avanzan a las semifinales. La jugadora que haya clasificado como la primera en su grupo se enfrenta contra la jugadora que clasifique como segunda en el otro grupo, y viceversa. Las ganadoras de cada semifinal se enfrentan en la final por el campeonato.

#### Desempate en el Round-Robin
Las posiciones finales en cada grupo, desde la primera hasta la última, quedan establecidas sobre la base de la siguiente jerarquía de reglas:
1. Mayor número de victorias.
2. Mayor número de partidos jugados.
3. Si 2 jugadoras están empatadas, quedará por delante la vencedora del encuentro disputado entre ambas.
4. Si 3 jugadoras están empatadas:

- Mayor número de partidos jugados.
- Mayor porcentaje de sets ganados.
- Mayor porcentaje de juegos ganados.
Si en aplicación de uno de esos 3 criterios (a, b, c) una de las jugadoras desempatase, se volvería al punto 3 para deshacer el empate entre los 2 restantes. 
Por primera vez, en esta edición 2015 la competición de dobles se rigió por el mismo sistema que en individuales.

## Carrera al Campeonato

### Individuales
La clasificación para el campeonato individual de fin del año 2015 se ha realizado tomando en cuenta los puntos obtenidos en cada torneo de la siguiente manera:
- La consideración de los puntos obtenidos durante 2015 serán tomados de las 16 mejores presentaciones de las jugadoras en los distintos eventos alrededor del año; siendo obligatorios los Torneos de Grand Slam y Premier Mandatory.
- Así hay que tener en cuenta que solo se tomarán en cuenta las dos mejores presentaciones de cada jugadora en el Premier 5; y las restantes participaciones en esta categoría serán tomadas en cuenta a partir de la categoría de otras mejores actuaciones, así como los eventos Premier e International.

Aquellas jugadoras en dorado, se clasificaron a WTA Finals.
| Rank                                                       | Tenista              | Torneos de Grand Slam | Torneos de Grand Slam | Torneos de Grand Slam | Torneos de Grand Slam | Premier Mandatory | Premier Mandatory | Premier Mandatory | Premier Mandatory | Mejores Premier 5 | Mejores Premier 5 | Otras Mejores Actuacciones | Otras Mejores Actuacciones | Otras Mejores Actuacciones | Otras Mejores Actuacciones | Otras Mejores Actuacciones | Otras Mejores Actuacciones | Puntos Totales | Eventos |
| ---------------------------------------------------------- | -------------------- | --------------------- | --------------------- | --------------------- | --------------------- | ----------------- | ----------------- | ----------------- | ----------------- | ----------------- | ----------------- | -------------------------- | -------------------------- | -------------------------- | -------------------------- | -------------------------- | -------------------------- | -------------- | ------- |
| Rank                                                       | Tenista              | AUS                   | FRA                   | WIM                   | USO                   | INW               | MIA               | MAD               | BEI               | 1                 | 2                 | 1                          | 2                          | 3                          | 4                          | 5                          | 6                          | Puntos Totales | Eventos |
| Clasificadas al WTA Finals                                 |                      |                       |                       |                       |                       |                   |                   |                   |                   |                   |                   |                            |                            |                            |                            |                            |                            |                |         |
| 1                                                          | Serena Williams      | G 2000                | G 2000                | G 2000                | SF 780                | SF 390            | G 1000            | SF 390            | A 0               | G 900             | SF 350            | R16 30                     |                            |                            |                            |                            |                            | 9945           | 10      |
| 2                                                          | Simona Halep         | CF 430                | R64 70                | R128 10               | SF 780                | G 1000            | SF 390            | R64 10            | R64 10            | G 900             | F 585             | F 585                      | SF 350                     | G 280                      | SF 185                     | R16 105                    | CF 100                     | 5790           | 17      |
| 3                                                          | Garbiñe Muguruza     | R16 240               | CF 430                | F 1300                | R64 70                | R32 65            | R32 65            | R32 65            | G 1000            | F 585             | SF 350            | CF 100                     | CF 100                     | R16 55                     | R16 55                     | R16 30                     | R32 1                      | 4511           | 19      |
| 4                                                          | María Sharápova      | F 1300                | R16 240               | SF 780                | A 0                   | R16 120           | R64 10            | SF 390            | A 0               | G 900             | R32 1             | G 470                      | SF 110                     | R16 1                      |                            |                            |                            | 4322           | 11      |
| 5                                                          | Petra Kvitová        | R32 130               | R16 240               | R32 130               | CF 430                | A 0               | A 0               | G 1000            | R64 10            | CF 190            | R16 105           | G 470                      | G 470                      | SF 110                     | CF 100                     | R16 1                      | R32 1                      | 3491           | 17      |
| 6                                                          | Agnieszka Radwanska  | R16 240               | R128 10               | SF 780                | R32 130               | R32 65            | R16 120           | R16 120           | SF 390            | CF 190            | R16 105           | G 470                      | F 305                      | G 280                      | SF 110                     | SF 110                     | CF 100                     | 3425           | 23      |
| 7                                                          | Angelique Kerber     | R128 10               | R32 130               | R32 130               | R32 130               | R64 10            | R32 65            | R64 10            | CF 215            | SF 350            | R16 105           | G 470                      | G 470                      | G 470                      | G 470                      | SF 185                     | F 180                      | 3400           | 24      |
| 9                                                          | Flavia Pennetta      | R128 10               | R16 240               | R128 10               | G 2000                | CF 215            | R16 120           | R64 10            | R16 120           | CF 190            | R32 60            | CF 100                     | CF 90                      | R16 55                     | R32 1                      | R32 1                      | R32 1                      | 3252           | 19      |
| 9                                                          | Lucie Šafářová       | R128 10               | F 1300                | R16 240               | R128 10               | R32 65            | R64 10            | CF 215            | A 0               | CF 190            | CF 190            | G 470                      | SF 185                     | CF 100                     | R16 55                     | R32 1                      | R32 1                      | 3221           | 17      |
| Suplentes al WTA Finals y Clasificadas al WTA Elite Trophy |                      |                       |                       |                       |                       |                   |                   |                   |                   |                   |                   |                            |                            |                            |                            |                            |                            |                |         |
| 10                                                         | Timea Bacsinszky     | R32 130               | SF 780                | CF 430                | R128 10               | CF 215            | A 0               | R64 10            | F 650             | R16 105           | R64 1             | G 280                      | G 280                      | F 180                      | CF 60                      | R64 1                      | R32 1                      | 3133           | 16      |
| 11                                                         | Venus Williams       | CF 430                | R128 10               | R16 240               | CF 430                | A 0               | CF 215            | R64 10            | R32 10            | G 900             | R16 105           | G 280                      | SF 185                     | SF 110                     | R16 105                    | R32 60                     | R32 1                      | 3091           | 17      |
| 12                                                         | Carla Suárez Navarro | R128 10               | R32 130               | R128 10               | R128 10               | CF 215            | F 650             | CF 215            | R16 120           | F 585             | CF 190            | F 305                      | SF 185                     | CF 100                     | CF 100                     | CF 100                     | CF 100                     | 3030           | 24      |

- Actualizado hasta el 23 de octubre del 2015.

     Jugadoras que clasificaron al WTA FINALS.
     Jugadoras que se dieron de baja.
     Jugadoras que clasificaron al WTA FINALS como suplentes.

### Dobles
La clasificación para el campeonato de Dobles de fin de año, comprende a las 8 mejores parejas que hayan sumado tantos puntos posibles en sus mejores 11 presentaciones. Aquellas parejas en dorado, se encuentran en WTA FINALS.
| Rank                                                       | Parejas                                   | Puntos Obtenidos                | Puntos Obtenidos                | Puntos Obtenidos                | Puntos Obtenidos                | Puntos Obtenidos                | Puntos Obtenidos                | Puntos Obtenidos                | Puntos Obtenidos                | Puntos Obtenidos                | Puntos Obtenidos                | Puntos Obtenidos                | Total de Puntos                 | Eventos                         |
| Rank                                                       | Parejas                                   | 1                               | 2                               | 3                               | 4                               | 5                               | 6                               | 7                               | 8                               | 9                               | 10                              | 11                              | Total de Puntos                 | Eventos                         |
| Clasificadas para el WTA Finals                            | Clasificadas para el WTA Finals           | Clasificadas para el WTA Finals | Clasificadas para el WTA Finals | Clasificadas para el WTA Finals | Clasificadas para el WTA Finals | Clasificadas para el WTA Finals | Clasificadas para el WTA Finals | Clasificadas para el WTA Finals | Clasificadas para el WTA Finals | Clasificadas para el WTA Finals | Clasificadas para el WTA Finals | Clasificadas para el WTA Finals | Clasificadas para el WTA Finals | Clasificadas para el WTA Finals |
| ---------------------------------------------------------- | ----------------------------------------- | ------------------------------- | ------------------------------- | ------------------------------- | ------------------------------- | ------------------------------- | ------------------------------- | ------------------------------- | ------------------------------- | ------------------------------- | ------------------------------- | ------------------------------- | ------------------------------- | ------------------------------- |
| 1                                                          | Martina Hingis Sania Mirza                | G 2000                          | G 2000                          | G 1000                          | G 1000                          | G 1000                          | G 900                           | F 585                           | G 470                           | CF 430                          | SF 350                          | SF 350                          | 10 085                          | 15                              |
| 2                                                          | Bethanie Mattek-Sands Lucie Šafářová      | G 2000                          | G 2000                          | G 900                           | G 470                           | CF 430                          | SF 390                          | CF 190                          | R32 10                          |                                 |                                 |                                 | 6390                            | 8                               |
| 3                                                          | Casey Dellacqua Yaroslava Shvédova        | F 1300                          | F 1300                          | G 1000                          | F 585                           | CF 430                          | SF 390                          | R16 105                         | R16 1                           |                                 |                                 |                                 | 5111                            | 8                               |
| 4                                                          | Yekaterina Makárova Yelena Vesniná        | F 1300                          | SF 780                          | F 650                           | F 650                           | CF 430                          | CF 215                          | CF 190                          | SF 185                          | SF 185                          | R16 1                           |                                 | 4586                            | 10                              |
| 5                                                          | Timea Babos Kristina Mladenovic           | G 900                           | G 900                           | SF 780                          | SF 390                          | G 280                           | R16 240                         | CF 190                          | SF 185                          | R32 130                         | R32 130                         | SF 110                          | 4340                            | 18                              |
| 6                                                          | Caroline Garcia Katarina Srebotnik        | F 585                           | G 470                           | CF 430                          | SF 360                          | SF 350                          | F 305                           | F 305                           | R16 240                         | R16 240                         | CF 215                          | CF 215                          | 3705                            | 18                              |
| 7                                                          | Hao-Ching Chan Yung-Jan Chan              | G 900                           | F 650                           | CF 430                          | SF 350                          | F 305                           | G 280                           | G 280                           | CF 190                          | G 160                           | CF 100                          | CF 60                           | 3705                            | 13                              |
| 8                                                          | Raquel Kops-Jones Abigail Spears          | SF 780                          | G 470                           | CF 430                          | F 305                           | G 280                           | G 280                           | R16 240                         | CF 190                          | SF 185                          | R16 120                         | SF 110                          | 3380                            | 19                              |
| 9                                                          | Andrea Hlaváčková Lucie Hradecká          | SF 780                          | SF 390                          | SF 350                          | F 305                           | R16 240                         | CF 215                          | F 180                           | F 180                           | R32 130                         | R32 130                         | R16 120                         | 3130                            | 17                              |
| 10                                                         | Garbiñe Muguruza Carla Suárez Navarro     | F 650                           | F 585                           | G 470                           | G 470                           | CF 190                          | R32 130                         | R32 130                         | R32 130                         | R16 120                         | R16 120                         | R16 105                         | 3100                            | 14                              |
| Suplentes al WTA Finals y Clasificadas al WTA Elite Trophy |                                           |                                 |                                 |                                 |                                 |                                 |                                 |                                 |                                 |                                 |                                 |                                 |                                 |                                 |
| 11                                                         | Ala Kudriávtseva Anastasia Pavliuchénkova | CF 430                          | SF 350                          | SF 350                          | R16 240                         | R16 240                         | SF 185                          | R32 130                         | R16 120                         | R16 120                         | R16 120                         | R16 120                         | 2405                            | 14                              |

- Actualizado hasta el 23 de octubre de 2015.

     Parejas que clasificaron al WTA FINALS.
     Jugadoras que se dieron de baja.
     Jugadoras que clasificaron al WTA FINALS como suplentes.

## Jugadoras clasificadas

### Individuales
| # | Jugadoras           | Puntos | Eventos | Fecha de Clasificación |
| - | ------------------- | ------ | ------- | ---------------------- |
| - | Serena Williams     | 6,665  | 7       | 6 de julio             |
| 1 | Simona Halep        | 4,965  | 13      | 31 de agosto           |
| 2 | María Sharápova     | 4,321  | 13      | 10 de septiembre       |
| 3 | Garbiñe Muguruza    | 3,726  | 19      | 8 de octubre           |
| 4 | Petra Kvitová       | 3,491  | 18      | 14 de octubre          |
| 5 | Agnieszka Radwańska | 3,425  | 23      | 18 de octubre          |
| 6 | Angelique Kerber    | 3,400  | 24      | 21 de octubre          |
| 7 | Flavia Pennetta     | 3,252  | 19      | 21 de octubre          |
| 8 | Lucie Šafářová      | 3,221  | 21      | 21 de octubre          |

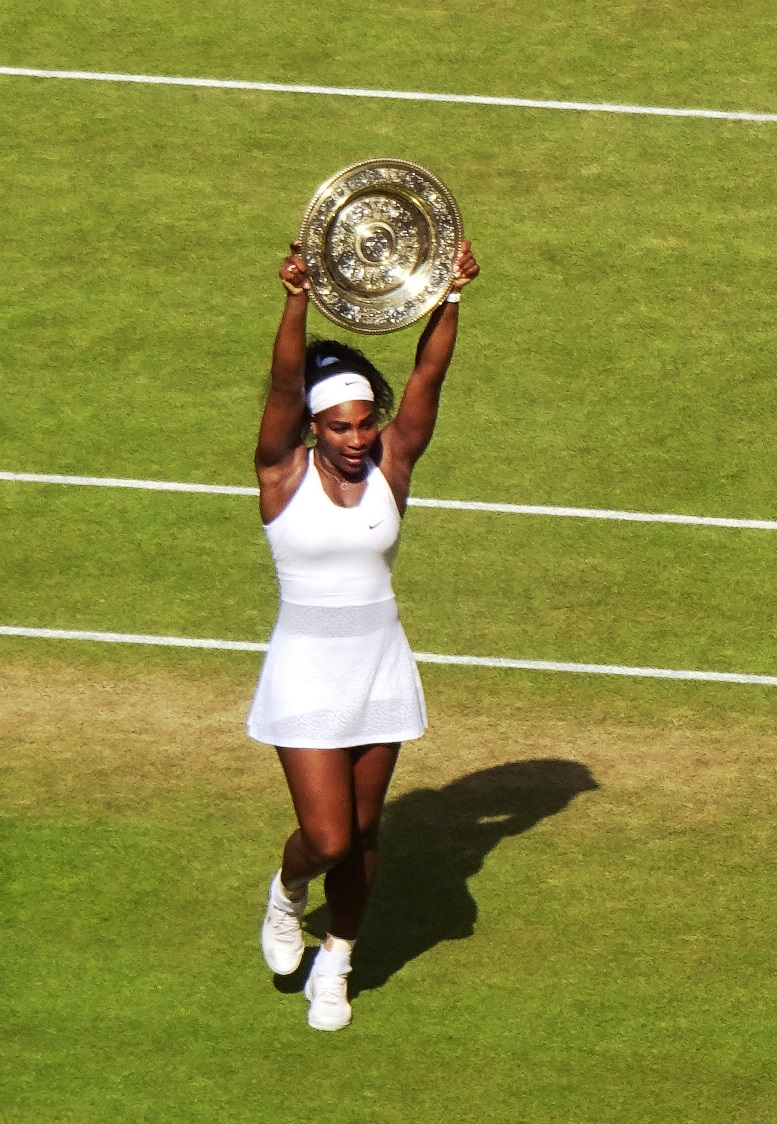
Serena Williams gana su 19mo, 20mo y 21ro en 2015.

El 6 de julio, Serena Williams se convirtió en la primera jugadora en clasificar para el Campeonato. Serena Williams comenzó su campaña 2015 mediante la representación de los Estados Unidos en la Copa Hopman 2015 asociándose con John Isner. Ella habría perdido frente al equipo de Polonia en la final.
Sin preparación en otros torneos de la WTA, Williams entró en el Abierto de Australia como la gran favorita. Ella derrotó cómodamente a la joven belga Alison Van Uytvanck y Vera Zvonareva en las dos primeras rondas, antes desafiado por la sembrada 26 Elina Svitolina y la sembrada 24 Garbiñe Muguruza en las próximas dos rondas. Ella en ruta derrotó a la defensa de los finalistas Dominika Cibulkova, Madison Keys y María Sharápova para ganar su decimonoveno título importante.

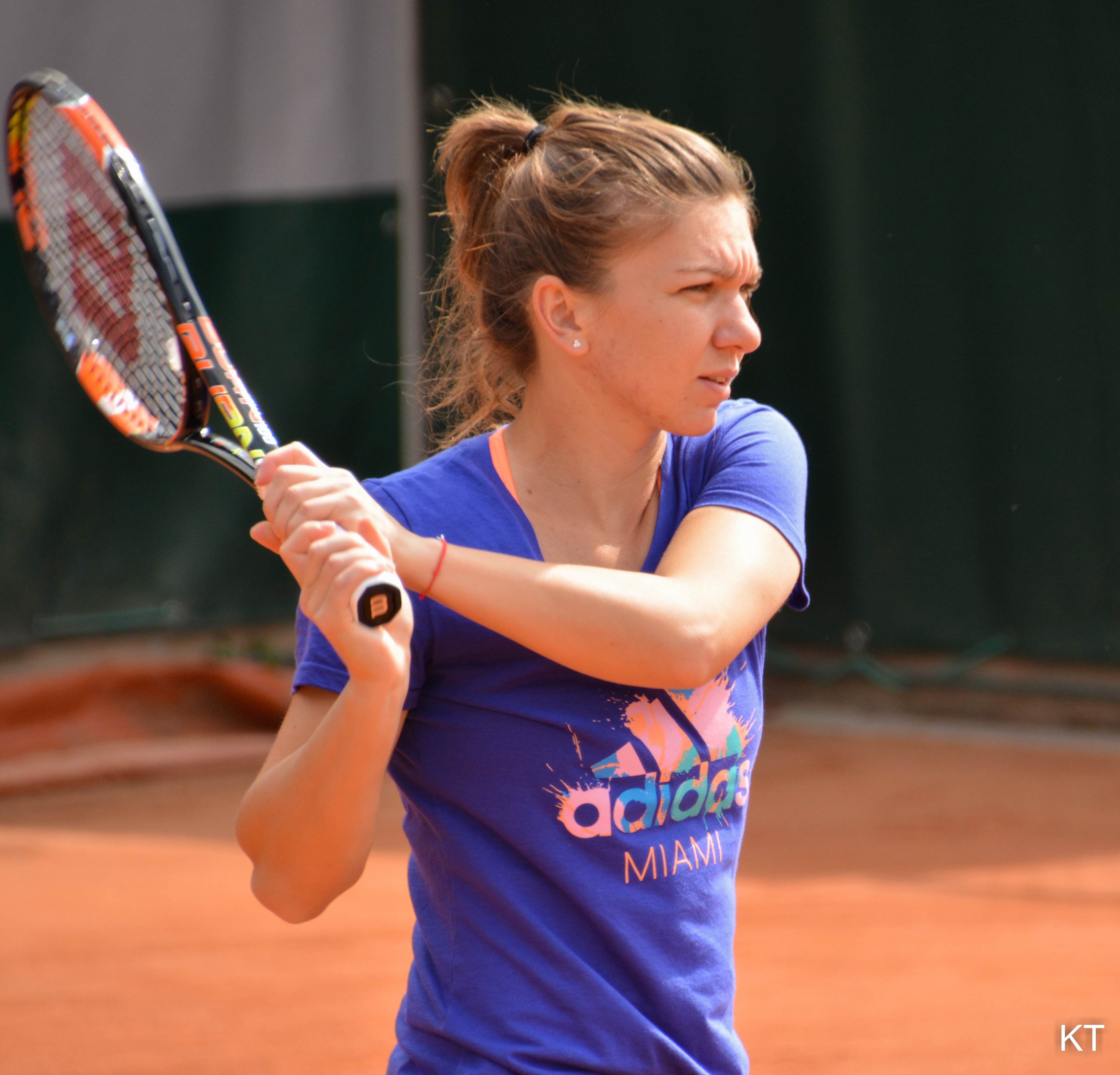
Simona Halep ganó el título más importante de su carrera en Indian Wells.

Simona Halep comenzó el año ganando el Shenzhen Open sobre Timea Bacsinszky. A continuación, llegó a los cuartos de final del Abierto de Australia, pero perdieron ante Yekaterina Makarova en dos sets. Ella ganó su segundo título del año en el Dubai Tennis Championships derrotando Karolína Plíšková en la final. Ella ganó el título más importante de su carrera en el BNP Paribas Open derrotando a Jelena Janković en la final. Sin embargo, Halep sufrió un bajón de forma de perder con Mirjana Lucic-Baroni en el segunda ronda del Abierto de Francia y una derrota en primera ronda en Wimbledon a Jana Čepelová. Halep se recuperó en el US Open Series al llegar de regreso a la vuelta final en Toronto y Cincinnati, retirándose contra Belinda Bencic y perder ante Serena Williams, respectivamente. Halep alcanzó las semifinales de los US Open, pero perdió con la campeona actual Flavia Pennetta. Esta es la segunda vez Halep se ha clasificado para el Campeonato de fin de año.

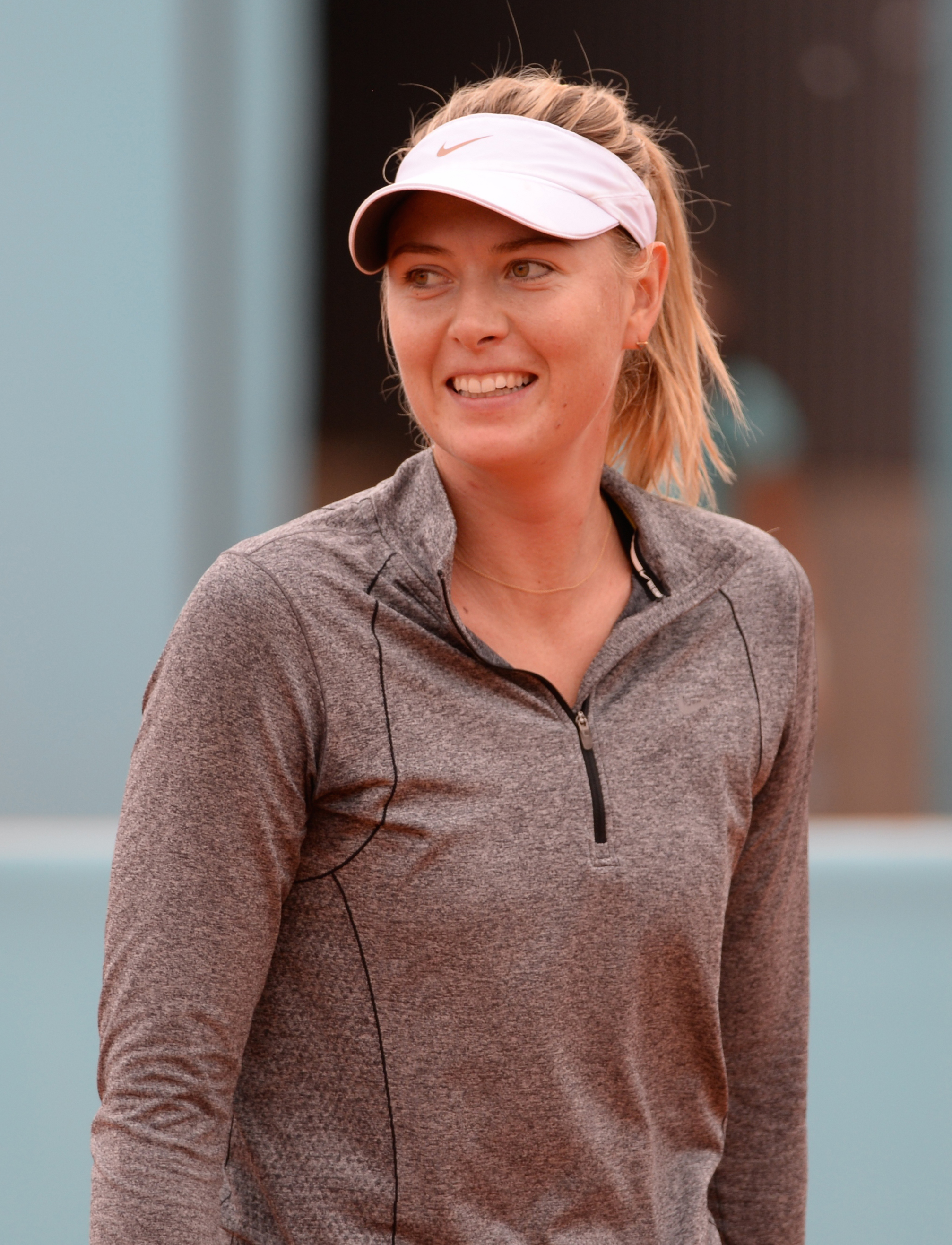
María Sharápova llegó a la final del Abierto de Australia.

María Sharápova comenzó el año con fuerza al ganar en Brisbane con una victoria sobre Ana Ivanovic en la final. En el Abierto de Australia Sharápova salvó dos puntos de partido para vencer a Alexandra Panova en la segunda ronda y pasó a llegar a la final, donde perdió ante Serena Williams en sets corridos. Después del Abierto de Australia, una cepa de la pierna dificultada Sharápova como ella sufrió tres salidas tempranas rectas a Flavia Pennetta en Indian Wells, Daria Gavrilova en Miami y Angelique Kerber en Stuttgart, donde Sharápova era la campeona actual en tres ocasiones. María Sharápova se recuperó al llegar a las semifinales de Madrid, perdiendo ante Svetlana Kuznetsova y ganar Roma, superando a Carla Suárez en la final. Sin embargo, este éxito no llevaba encima en el Abierto de Francia, donde como la campeona defensora perdió en la cuarta ronda ante la finalista eventual Lucie Šafářová. María Sharápova luego llegó a las semifinales de Wimbledon, perdiendo una vez más a Williams en sets corridos. María Sharápova se retiró del US Open Series, volvió a Wuhan, pero tuvo que retirarse de su partido contra Barbora Strýcová con una cepa antebrazo izquierdo. Posteriormente se retiró de Beijing para darse tiempo para recuperarse de Singapur. Esto marca el octavo tiempo Sharápova se ha clasificado para el Campeonato.

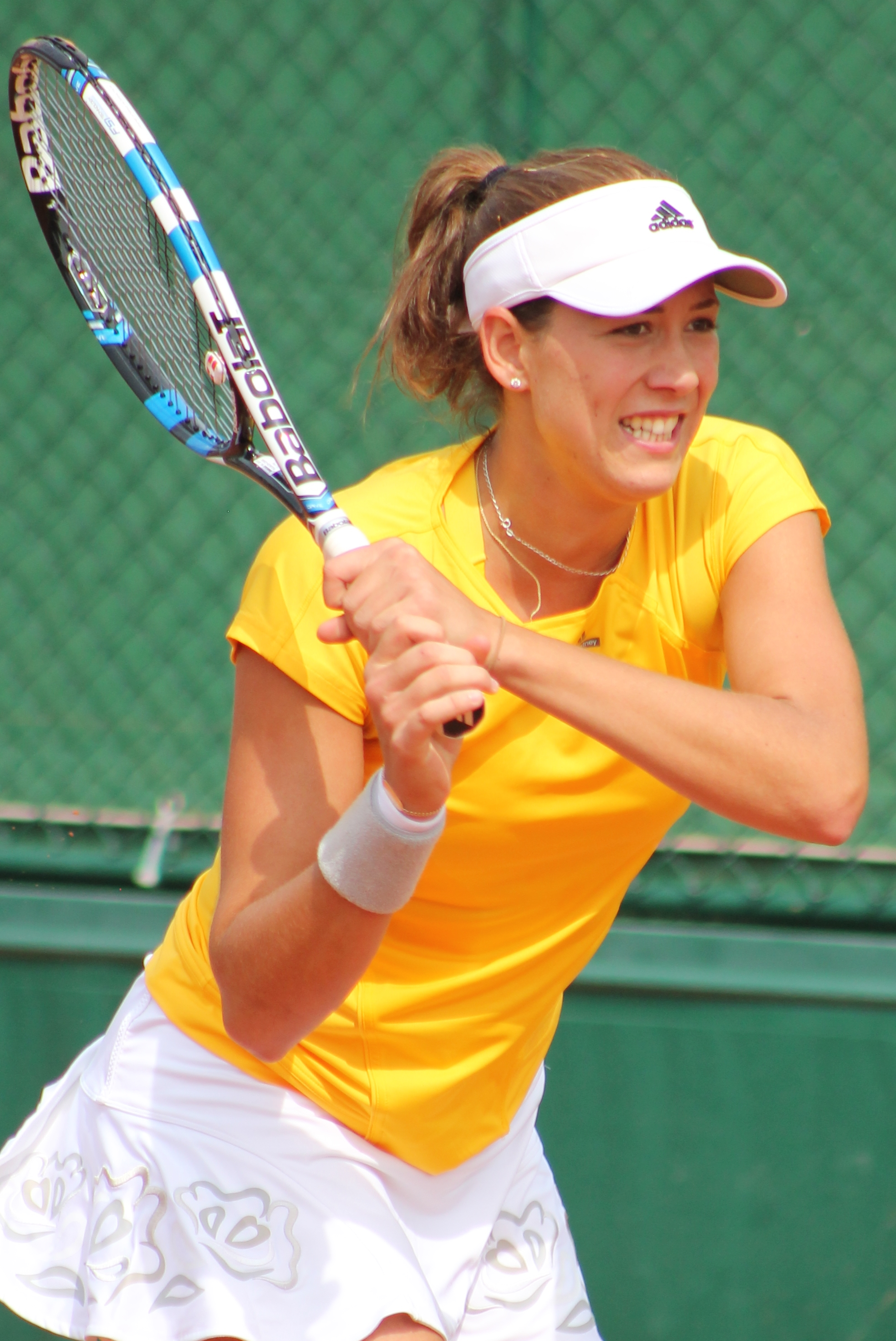
Garbiñe Muguruza alcanzó su primera final de Grand Slam en Wimbledon.

Garbiñe Muguruza se convirtió en la cuarta jugadora para calificar el 8 de octubre a raíz de su ronda de 16 victoria en el Abierto de China. 
Garbiñe Muguruza comenzó 2015 clasificó fuera del top 20, pero ella va a ser la sembranda n° 2 en las finales de la WTA. Muguruza perdió en los cuartos de final de Sídney a Angelique Kerber y la cuarta ronda del Abierto de Australia ante Serena Williams. Muguruza entonces llegó a su primera semifinal Premier 5 en Dubái, donde perdió a Karolína Plíšková. Ella no pudo ganar partidos de regreso a la espalda hasta el Abierto de Francia, donde alcanzó los cuartos de final, perdiendo ante Lucie Šafářová. En Wimbledon, Muguruza llegó a su primera final de Grand Slam al perder 6-4, 6-4 contra la estadounidense Serena Williams. Después de Wimbledon, Muguruza perdió su apertura coincide en Toronto y Cincinnati. Después de Cincinnati, Muguruza se separó de su entrenador de toda la vida, Alejo Mancisidor. Fue reemplazado por Sam Sumyk. Muguruza perdió en la segunda ronda del US Open a Johanna Konta. Sin embargo, ella se recuperó en Asia al llegar a la final de Wuhan, retirándose contra Venus Williams y ganar su título más importante hasta la fecha en el China Open, donde venció a Timea Bacsinszky en la final en sets corridos. Campeonato de este año es el debut de Muguruza.

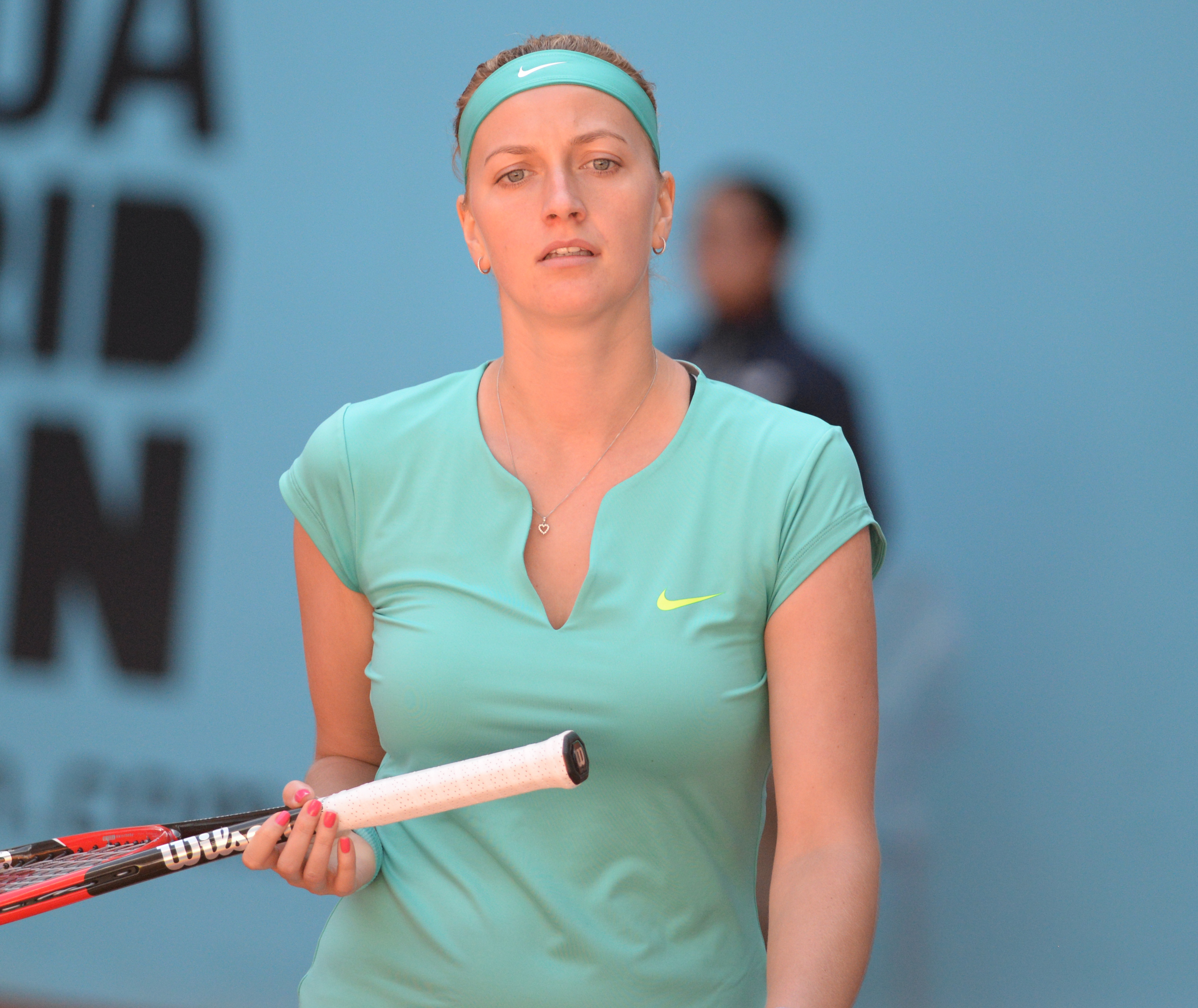
Petra Kvitová fue una de tres jugadoras que vencieron a la n.º 1 del mundo Serena Williams en 2015.

Petra Kvitova fue anunciado como la quinta clasificada el 14 de octubre.
Petra Kvitova se clasificó para el Campeonato por quinto año consecutivo a pesar de luchar con la mononucleosis durante la mayor parte de la temporada 2015. Kvitová comenzó el año alcanzando las semifinales de Shenzhen y reclamando su decimoquinto título de su carrera al derrotar a su compatriota Karolína Plíšková en la final de Sídney. Sin embargo, Kvitová perdió en la tercera ronda del Abierto de Australia por la jóvenes estadounidense Madison Keys. Kvitová luego se retiró de Indian Wells y Miami, citando el agotamiento. Kvitová luego cayó pronto para Madison Brengle en Stuttgart, pero menos de dos semanas después venció a Serena Williams por primera vez en su carrera en ruta a ganar el título en Madrid. Kvitová perdió en la ronda de 16 del Abierto de Francia ante el eventual semifinalista Timea Bacsinszky. En Wimbledon, Kvitová perdió en la tercera ronda por el exnúmero 1 del mundo Jelena Jankovic. Después de Wimbledon, Kvitová anunció que había sido diagnosticado con mononucleosis. Luego sufrió pérdidas primera ronda consecutivas en manos de Victoria Azarenka en Toronto y Caroline Garcia en Cincinnati. Sin embargo, se recuperó espectacularmente Kvitová defendiendo su título en New Haven y el logro de su resultado mejor de su carrera en Flushing Meadows por llegar a los cuartos de final. Luego perdió en la tercera ronda de Wuhan a Roberta Vinci y la primera ronda de Beijing a Sara Errani.

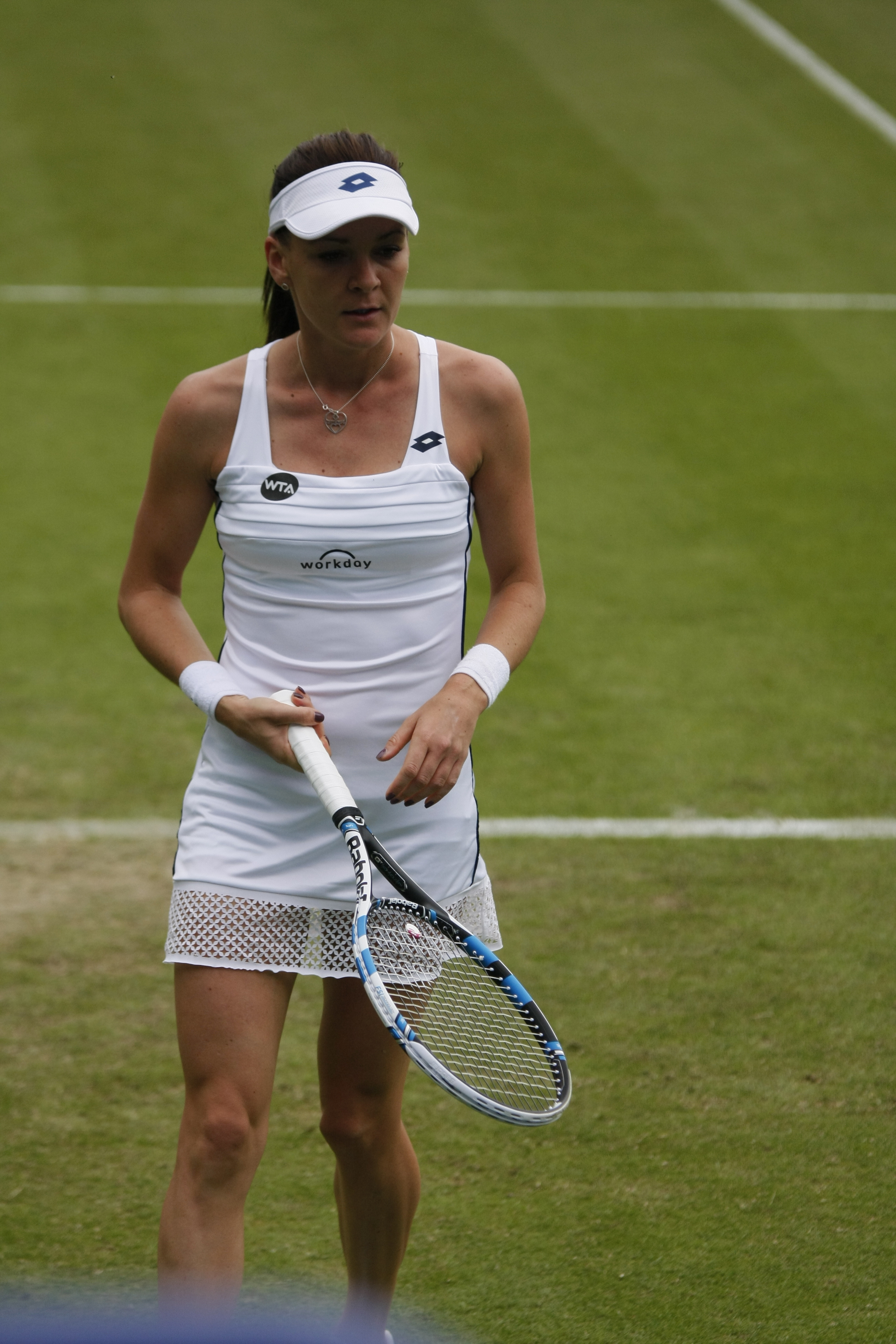
Agnieszka Radwańska alcanzado las semifinales de Wimbledon.

El 18 de octubre, Agnieszka Radwańska se confirmó como el sexta clasificada después de capturar el título Tianjin.
Agnieszka Radwańska comenzó 2015 compitiendo en la Copa Hopman, donde se adjudicó el título de Polonia con Jerzy Janowicz derrotar a los estadounidenses Serena Williams y John Isner. Sin embargo, ella era incapaz de llevar el impulso de esta victoria, ganar-back-to-back partidos sólo tres veces entre Sídney y el Abierto de Francia. Ella se recuperó en Nottingham, alcanzando las semifinales, antes de llegar a la final en Eastbourne, donde perdió ante Belinda Bencic. Ella lo siguió con una semifinal en Wimbledon cayendo al de España Garbiñe Muguruza en tres sets. Radwańska continuó su mejor forma con resultados consistentes durante la serie US Open, llegando a tres cuartos de cada cuatro torneos jugados. Sin embargo, perdió en la tercera ronda de los US Open a Madison Keys. En el Abierto Pan Pacific, Radwańska reclamó su primer título en más de un año contra Bencic en sets corridos. A continuación, llegó a la semifinal del Abierto de China, una vez más, perdiendo ante Muguruza. Ella reclamó su segundo título del año en el Abierto de Tianjin derrotar primer finalista tiempo Danka Kovinić. Este es el quinto año consecutivo Radwańska se ha clasificado para los campeonatos.

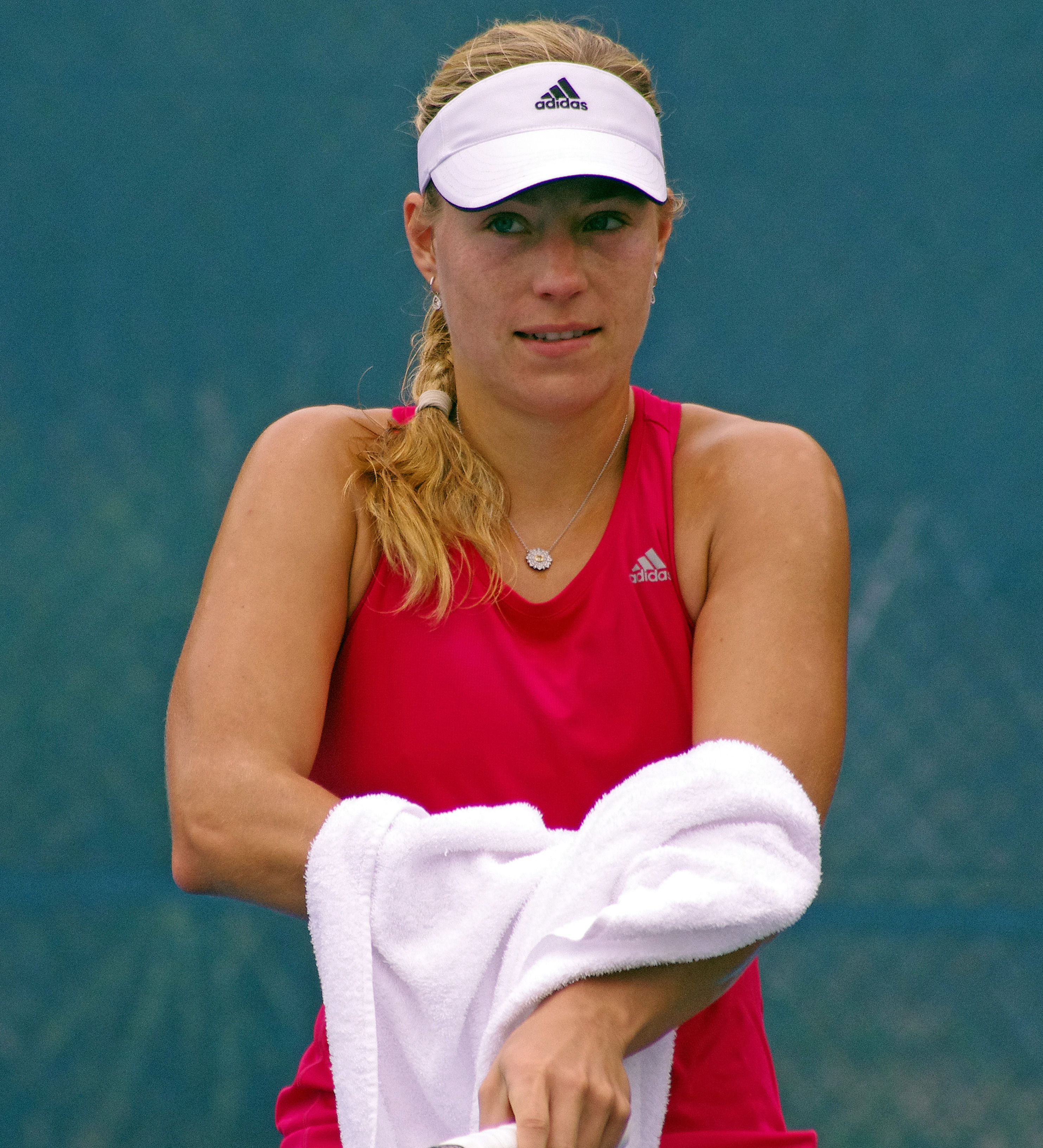
Angelique Kerber ganó cuatro títulos en el 2015.

El 21 de octubre, Angelique Kerber y Flavia Pennetta se convirtieron en la sexta y séptima clasificadas, respectivamente.
Angelique Kerber comenzó su temporada al alcanzar los cuartos de final en el Brisbane International, donde perdió a Elina Svitolina. Después de llegar a las semifinales en Sídney, Kerber perdido 8 de sus próximos 11 partidos, lo peor fue perder 6-1, 6-1 al entonces Mundial Nº 81 Francesca Schiavone en Amberes que llevó Kerber separarse de su entrenador Benjamín Ebrahimzadeh y reunirse con Torben Beltz. Luego ganó el Family Circle Cup al vencer en casa a Madison Keys en la final. Kerber continuó su racha ganadora al ganar el Porsche Tennis Grand Prix de derrotar a Caroline Wozniacki en la final para ganar su segundo título consecutivo. Ella sufrió su primera derrota de su carrera ante Garbiñe Muguruza en tres sets en la tercera ronda del Abierto de Francia. Kerber se recuperó al derrotar a Karolína Plíšková para ganar su tercer título del año en Birmingham. Era entonces, sin embargo derrotada por el eventual finalista Muguruza en la tercera ronda de Wimbledon. Kerber superó Pliskova para ganar su cuarto título del año en el Bank of the West Classic. Kerber volvió a perder un partido de tercera ronda épica en el US Open, esta vez a Victoria Azarenka. A continuación, llegó a la final del Abierto de Hong Kong, donde sucumbió ante Jelena Jankovic en tres sets. Esta será la tercera aparición de Kerber en el Campeonato.

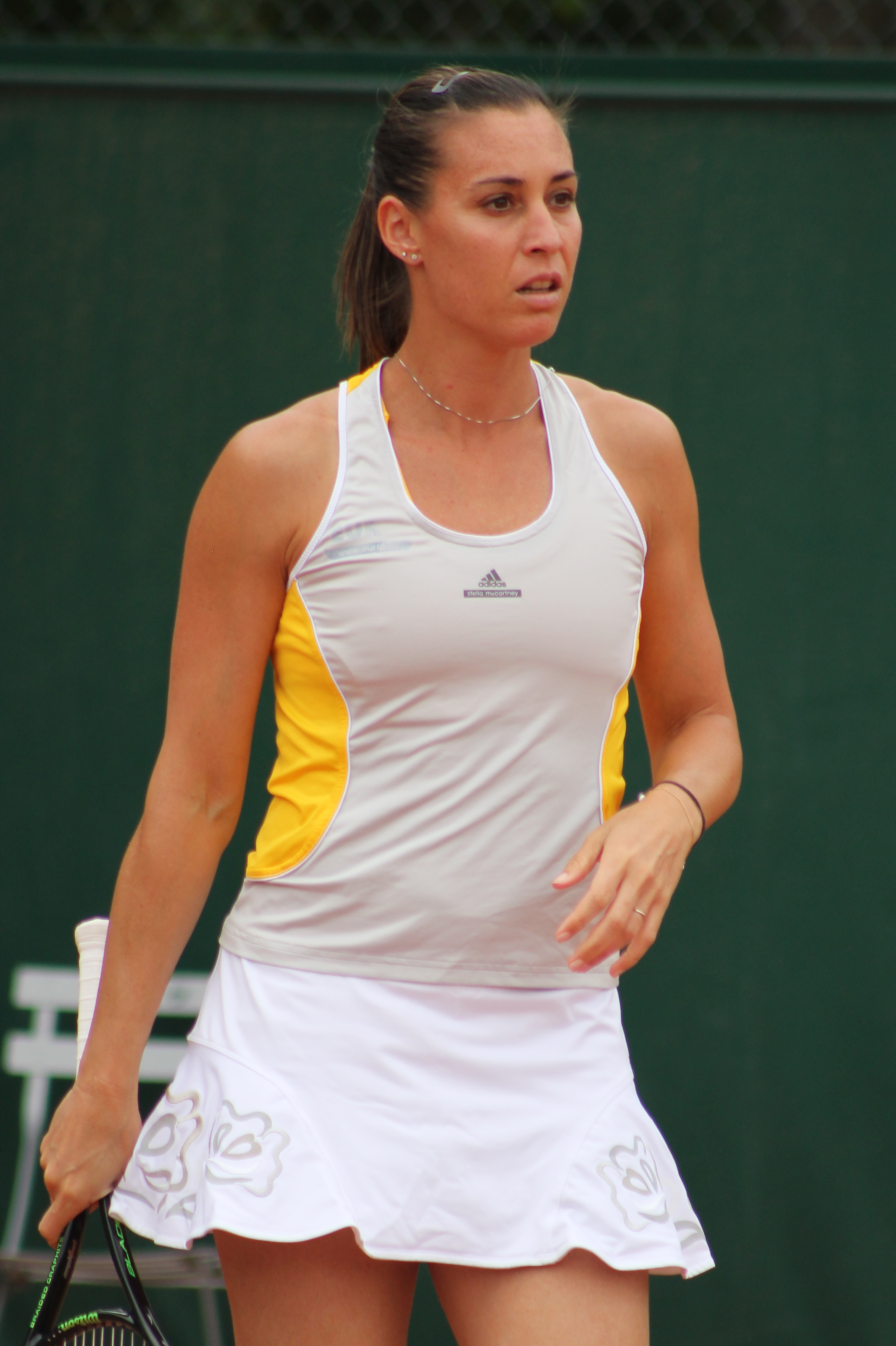
Flavia Pennetta ganó su golpe de soltera en los US Open

Flavia Pennetta no ganó un partido hasta el Dubai Tennis Championships, donde perdió ante Caroline Wozniacki en los cuartos de final. Como la actual campeona en Indian Wells, se las arregló para llegar a los cuartos de final, pero perdió ante Sabine Lisicki. Después de derrotar a Victoria Azarenka en la tercera ronda en Miami, ella perdió ante Simona Halep en la siguiente ronda. En Marrakech, ella perdió a Tímea Babos en los cuartos de final. Luego perdió su apertura coincide tanto en Madrid y Roma. Esto fue seguido por una ronda de 16 aparición en el Abierto de Francia, donde ella perdió ate Garbiñe Muguruza. Pennetta sucumbió ante Zarina Diyas en tres sets en la primera ronda de Wimbledon. Luego perdió en la segunda ronda de Toronto y Cincinnati ante Serena Williams y Belinda Bencic respectivamente. En el US Open, Pennetta capturó su primer título de Grand Slam después de un sueño correr a la final al derrotar a su compatriota Roberta Vinci en la final. A continuación, se retiró de la Wuhan y luego llegó el R16 del China Open, perdiendo ante Anastasia Pavlyuchenkova. Ella se clasificó para la final al ganar su primer partido en la Kremlin Cup, pero luego se retiró de su cuarto partido final contra Lesia Tsurenko. Esta es su primera aparición en el Campeonato.

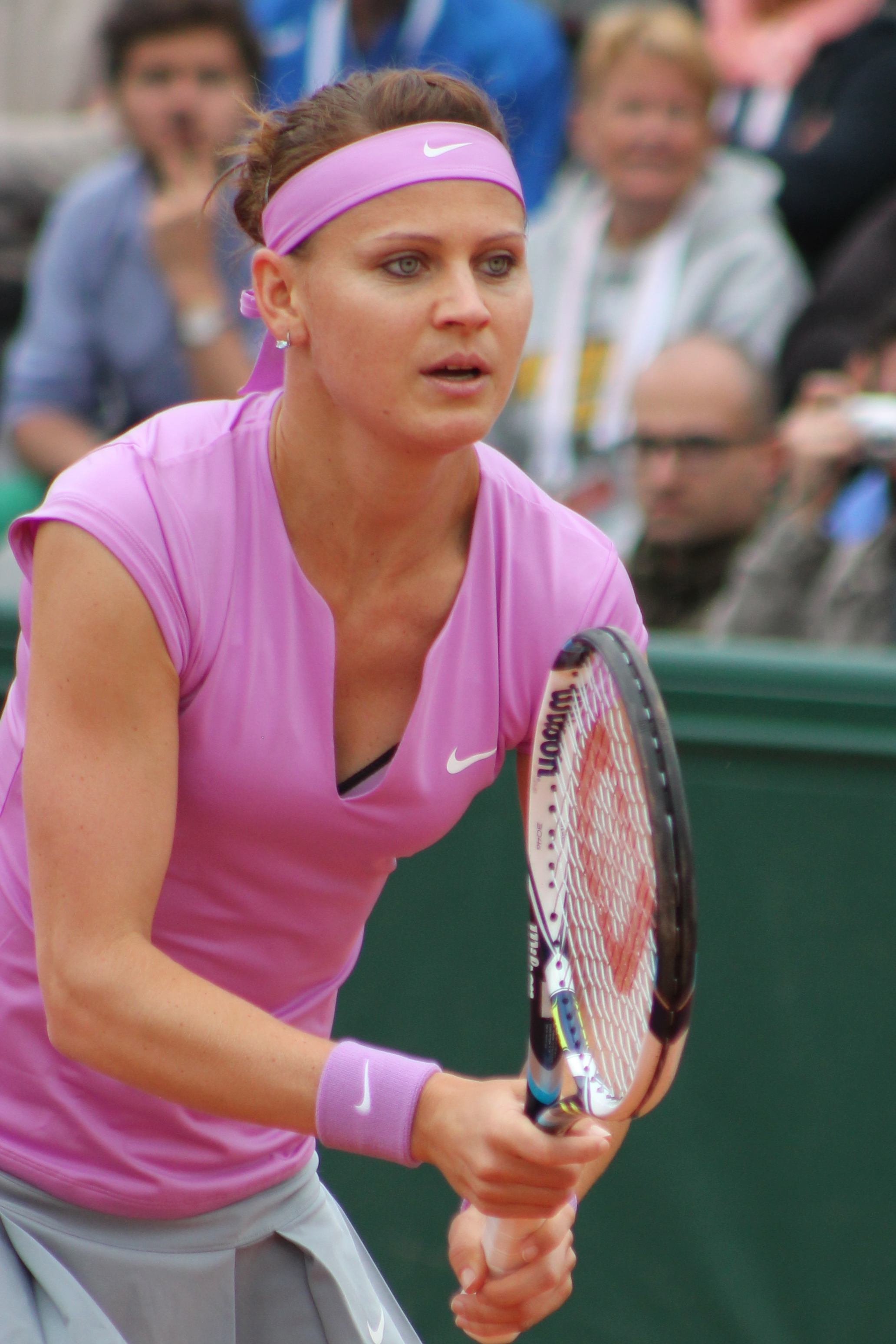
Lucie Šafářová alcanzó su primera final de Slam en el Abierto de Francia.

El 22 de octubre, Lucie Šafářová fue anunciada como la última clasificada para el Campeonato.
Lucie Šafářová comenzó la temporada dejando caer su primera ronda partidos en Sídney y el Abierto de Australia. Ella se recuperó al ganar el mayor título de su carrera hasta la fecha en Doha al vencer a Victoria Azarenka en la final en sets corridos. A continuación, llegó a los cuartos de final en Madrid, donde perdió ante Svetlana Kuznetsova. Šafářová luego avanzó a su primera final de Grand Slam en Roland Garros al derrotar al ex campeón Ana Ivanovic en las semifinales. Allí, ella perdió ante Serena Williams en tres sets. En Wimbledon, ella cruzó en la cuarta ronda, pero fue derrotado por Coco Vandeweghe en dos sets. Luego perdió a Petra Kvitová en la final de New Haven. Después de sufrir una derrota en primera ronda en el US Open ante Lesia Tsurenko, se reveló que Šafářová sufría de un desgarro muscular abdominal y una infección bacteriana. Ella perdió la gira asiática, como consecuencia y en su primer partido de vuelta en Linz, ella perdió a Andreea Mitu en sets corridos. En la Kremlin Cup, que fue derrotado por Anastasia Pavlyuchenkova en su primer partido. Ella estará haciendo su debut en el Campeonato.

### Dobles
| # | Parejas                               | Puntos | Torneos | Fecha de Clasificación |
| - | ------------------------------------- | ------ | ------- | ---------------------- |
| 1 | Martina Hingis Sania Mirza            | 5,886  | 9       | 6 de julio             |
| 2 | Bethanie Mattek-Sands Lucie Šafářová  | 5,490  | 8       | 16 de agosto           |
| 3 | Timea Babos Kristina Mladenovic       | 4,235  | 17      | 5 de octubre           |
| 4 | Katarina Srebotnik Caroline Garcia    | 3,705  | 18      | 8 de octubre           |
| 5 | Hao-Ching Chan Yung-Jan Chan          | 3,705  | 13      | 9 de octubre           |
| 6 | Raquel Kops-Jones Abigail Spears      | 3,280  | 19      | 17 de octubre          |
| 7 | Andrea Hlaváčková Lucie Hradecká      | 3,130  | 17      | 20 de octubre          |
| 8 | Garbiñe Muguruza Carla Suárez Navarro | 3,100  | 13      | 22 de octubre          |

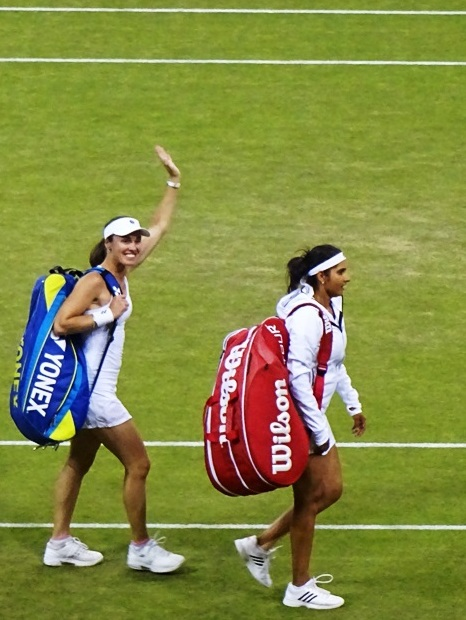
Martina Hingis y Sania Mirza ganan Wimbledon en 2015.

 El 11 de julio, Martina Hingis y Sania Mirza se convirtió en el primer título de dobles como pareja para clasificarse para el Campeonato.
Hingis comenzó la temporada con Sabine Lisicki en el Brisbane International, y luego continuó su asociación con Flavia Pennetta, hasta que una serie de resultados decepcionantes decidió cambiar con la india Sania Mirza, quien anteriormente jugó con Hsieh Su-wei y se perdió la "química" a uno otra. Justo en sus partidos de debut en Indian Wells, Miami y Charleston, el dúo afirmaron tres títulos consecutivos. Como resultado, Mirza desplazo a Sara Errani y Roberta Vinci como número 1 del mundo, y Hingis se convirtió en el número 4. El dúo entonces ganó el primer Grand Slam de la temporada en Wimbledon; para Mirza fue el primer título de Grand Slam, pora Hingis el tercer Wimbledon y el primer título de Grand Slam desde 2002. Para Hingis, que será la sexta participación en el Campeonato, por Mirza, la segunda. Hingis ganó las finales dos veces, mientras que Mirza es el campeón defensor.
Bethanie Mattek-Sands y Lucie Šafářová comenzaron su vinculación al ganar sus primeras dobles slam como equipo y como individual en el Abierto de Australia derrotando Chan / Zheng. Afirmaron su segundo título del año en el Porsche Tennis Grand Prix sobre C. Garcia / Srebotnik. En el segundo Slam del año, el Abierto de Francia, alegaron que segundo Slam derrotando Dellacqua / Shvedova. Su año calendario esperanza Grand Slam en Wimbledon terminó cuando perdieron con Kops-Jones / Spears en los cuartos de final. Afirmaron su cuarto título en la Rogers Cup sobre C. Garcia / Srebotnik. La pareja se perdió el US Open y el swing de Asia debido a la infección de Safarova. Mattek-Sands también reclamó el Torneo de Sídney 2015 con Mirza derrotar Kops-Jones / Spears. En el dobles mixtos, Mattek-Sands ganó el Abierto de Francia con Mike Bryan y perdieron en la final del Abierto de los Estados Unidos. con Sam Querrey. Ambos jugadores debutarán en el Campeonato de ese año.
Casey Dellacqua y Yaroslava Shvedova comenzaron su colaboración en el segundo trimestre del año. Afirmaron su único título del año en el Mutua Madrid Open derrotando Muguruza / Suárez Navarro. Llegaron otros tres finales de año, pero perdieron en cada uno, en el Abierto de Francia ante Mattek-Sands / Šafářová, el Western & Southern Open de Chan / Chan y el US Open ante Hingis / Mirza. Dellacqua también llegó a la final de la Family Circle Cup con Darija Jurak perdiendo ante Hingis / Mirza. Esta sería la primera aparición de Dellacqua en el evento, mientras que ésta es la tercera aparición de Shvedova haber alcanzado las semifinales en sus dos apariciones anteriores. El equipo se retiró debido a una conmoción cerebral de Dellacqua.
Ekaterina Makarova y Elena Vesnina continúan su colaboración para el cuarto año consecutivo. El equipo no pudo ganar un título en el año, pero llegó a la final del BNP Paribas Open, Miami Open y Wimbledon perdiendo ante Hingis / Mirza. Esta es la tercera de Fin de Año Campeonato apariencia del equipo tras haber alcanzado la final en 2013. El equipo de retirarse debido a una lesión de la pierna de Makarova.
Tímea Babos y Kristina Mladenovic continuaron su colaboración a partir de 2014. La pareja ganó su primer título como un equipo en el Dubai Tennis Championships derrotando Muguruza / Suárez Navarro. También ganaron el evento Marrakech ante Siegemund / Zanevska. Ellas ganaron su tercer título y segundo evento Premier 5 en el Internazionali BNL d'Italia derrotando Hingis / Mirza. Mladenovic también ganó el Citi Open con Belinda Bencic sobre Arruabarrena / Klepač. La pareja también llegó a la final de dobles mixtos Slam pero tanto perder con diferentes socios Mladenovic con Daniel Nestor en el Abierto de Australia y Babos con Alexander Peya en Wimbledon.

## Agrupamientos
La edición 2015 del Campeonato de Fin de Año, estuvo compuesta por ex-N°s 1 del Mundo, 1 Campeona de Grand Slam y 4 Finalistas de Grand Slam. Las competidoras fueron divididas en dos grupos que representan los colores de la bandera Singapur.
| Grupo Rojo: Simona Halep, María Sharápova, Agnieszka Radwańska & Flavia Pennetta |
| Grupo Blanco: Garbiñe Muguruza, Petra Kvitová, Angelique Kerber & Lucie Šafářová |

En el grupo rojo, registros respectivos de cada jugador son; la sembrada n.º 1 Simona Halep tiene un récord de 5-13, n.º 3 María Sharápova es 19-5, n.º 5 Agnieszka Radwańska es 11-19, y n.º 7 Flavia Pennetta es 10-8. A pesar de ser la máxima favorita, Halep tiene un pobre historial bastante en contra de su grupo. Ella está 0-5 contra Sharápova, incluyendo su última enfrentamiento en el Western & Southern Open 2014. Contra Radwańska, Halep está 4-4, pero ella ha ganado los últimos 4 partidos entre ellas, incluyendo más recientemente en la Rogers Cup 2015. En su partido con Pennetta, Halep está 1-4, perdiendo la última vez que se vieron en el US Open 2015. María Sharápova tiene un sólido historial en contra Radwańska, situándose un 12-2, ganando los últimos 5 enfrentamientos, la última en primera ronda de la Copa Federación 2015. Contra Pennetta, María Sharápova esta 2-3, el único cara a cara que está en el lado perdedor de. Pennetta ganó la última vez que se enfrentaron, en el BNP Paribas Open 2015. En el partido final, Radwańska esta 5-3 con Pennetta, incluyendo la victoria sobre la italiana en su encuentro más reciente, en el Qatar Total Open 2015.

## Frente a frente
A continuación se muestra el historial de cada jugadora. contra cada rival y su récord de victorias y derrotas en lo que va del año.
|   |                     | Halep | Muguruza | Sharápova | Kvitová | Radwańska | Kerber | Pennetta | Šafářová | Récord General | Récord del año |
| 1 | Simona Halep        |       | 1–2      | 0–5       | 2–0     | 4–4       | 3–0    | 1–4      | 3–1      | 14–16          | 48–15          |
| 2 | Garbiñe Muguruza    | 2–1   |          | 0–3       | 0–0     | 4–2       | 3–3    | 3–0      | 0–1      | 12–10          | 38–18          |
| 3 | María Sharápova     | 5–0   | 3–0      |           | 6–3     | 12–2      | 4–3    | 2–3      | 4–2      | 36–13          | 34–8           |
| 4 | Petra Kvitová       | 0–2   | 0–0      | 3–6       |         | 6–2       | 4–2    | 3–4      | 7–0      | 23–16          | 35–13          |
| 5 | Agnieszka Radwańska | 4–4   | 2–4      | 2–12      | 2–6     |           | 6–5    | 5–3      | 1–4      | 22–38          | 48–23          |
| 6 | Angelique Kerber    | 0–3   | 3–3      | 3–4       | 2–4     | 5–6       |        | 2–4      | 1–1      | 16–25          | 48–19          |
| 7 | Flavia Pennetta     | 4–1   | 0–3      | 3–2       | 4–3     | 3–5       | 4–2    |          | 1–4      | 19–20          | 27–16          |
| 8 | Lucie Šafářová      | 1–3   | 1–0      | 2–4       | 0–7     | 4–1       | 1–1    | 4–1      |          | 13–17          | 31–18          |

## Resumen del torneo a diario

### Día 1 (22 de octubre)
| Partidos                 | Partidos            | Partidos        | Partidos      |
| Evento                   | Ganadora            | Perdedora       | Marcador      |
| ------------------------ | ------------------- | --------------- | ------------- |
| Rising Stars Round Robin | Zhu Lin [2]         | Ons Jabeur [3]  | 4–1, 4–2      |
| Rising Stars Round Robin | Caroline Garcia [1] | Naomi Osaka [4] | 4–1, 1–4, 4–1 |

### Día 2 (23 de octubre)
| Partidos                 | Partidos            | Partidos        | Partidos           |
| Evento                   | Ganadora            | Perdedora       | Marcador           |
| ------------------------ | ------------------- | --------------- | ------------------ |
| Rising Stars Round Robin | Ons Jabeur [3]      | Naomi Osaka [4] | 2–4, 5–4(7–0), 4–1 |
| Rising Stars Round Robin | Caroline Garcia [1] | Zhu Lin [2]     | 5–3, 5–4(7–2)      |

### Día 3 (24 de octubre)
| Partidos                 | Partidos            | Partidos       | Partidos           |
| Evento                   | Ganadora            | Perdedora      | Marcador           |
| ------------------------ | ------------------- | -------------- | ------------------ |
| Rising Stars Round Robin | Naomi Osaka [4]     | Zhu Lin [2]    | 4–2, 2–4, 5–4(7–4) |
| Rising Stars Round Robin | Caroline Garcia [1] | Ons Jabeur [3] | 4–0, 4–5(6–8), 4–2 |

### Día 4 (25 octubre)
| Dobles Round Robin     | Bethanie Mattek-Sands Lucie Šafářová [2] | Garbiñe Muguruza Carla Suárez Navarro [8] | 6–3, 7–6(7–1)      |
| Rising Stars Final     | Naomi Osaka [4]                          | Caroline Garcia [1]                       | 3–5, 5–4(8–6), 4–1 |
| Individual Round Robin | Simona Halep [1]                         | Flavia Pennetta [7]                       | 6–0, 6–3           |
| Individual Round Robin | María Sharápova [3]                      | Agnieszka Radwańska [5]                   | 4–6, 6–3, 6–4      |
| Dobles Round Robin     | Andrea Hlaváčková Lucie Hradecká [7]     | Timea Babos Kristina Mladenovic [3]       | 6–2, 6–1           |

### Día 5 (26 octubre)
| Dobles Round Robin     | Chan Hao-ching Chan Yung-jan [5] | Caroline Garcia Katarina Srebotnik [4] | 6–4, 7–6(7–5)  |
| Individual Round Robin | Garbiñe Muguruza [2]             | Lucie Šafářová [8]                     | 6–3 , 7–6(7–4) |
| Individual Round Robin | Angelique Kerber [6]             | Petra Kvitová [4]                      | 6–3 , 7–6(7–3) |
| Dobles Round Robin     | Martina Hingis Sania Mirza [1]   | Raquel Kops-Jones Abigail Spears [6]   | 6–4, 6–2       |

### Día 6 (27 octubre)
| Dobles Round Robin     | Chan Hao-ching Chan Yung-jan [5]          | Bethanie Mattek-Sands Lucie Šafářová [2] | 6–2, 6–2      |
| Individual Round Robin | Flavia Pennetta [7]                       | Agnieszka Radwańska [5]                  | 7–6(7–5), 6–4 |
| Individual Round Robin | María Sharápova [3]                       | Simona Halep [1]                         | 6–4, 6–4      |
| Dobles Round Robin     | Garbiñe Muguruza Carla Suárez Navarro [8] | Caroline Garcia Katarina Srebotnik [4]   | 7–5, 6–2      |

### Día 7 (28 octubre)
| Dobles Round Robin     | Tímea Babos Kristina Mladenovic [3] | Raquel Kops-Jones Abigail Spears [6] | 7–6(7–5), 6–2 |
| Individual Round Robin | Petra Kvitová [4]                   | Lucie Šafářová [8]                   | 7–5, 7–5      |
| Individual Round Robin | Garbiñe Muguruza [2]                | Angelique Kerber [6]                 | 6–4, 6–4      |
| Dobles Round Robin     | Martina Hingis Sania Mirza [1]      | Andrea Hlaváčková Lucie Hradecká [7] | 6–3, 6–4      |

### Día 8 (29 octubre)
| Dobles Round Robin     | Garbiñe Muguruza Carla Suárez Navarro [8] | Chan Hao-ching Chan Yung-jan [3]         | 7–5, 6–4          |
| Individual Round Robin | Agnieszka Radwańska [5]                   | Simona Halep [1]                         | 7–6(7–5), 6–1     |
| Individual Round Robin | María Sharápova [3]                       | Flavia Pennetta [7]                      | 7–5 , 6–1         |
| Dobles Round Robin     | Caroline Garcia Katarina Srebotnik [5]    | Bethanie Mattek-Sands Lucie Šafářová [2] | 6–2 , 3–0 Retired |

### Día 9 (30 octubre)
| Dobles Round Robin     | Martina Hingis Sania Mirza [1]       | Tímea Babos Kristina Mladenovic [4]  | 6–4, 7–5           |
| Individual Round Robin | Garbiñe Muguruza [2]                 | Petra Kvitová [4]                    | 6–4, 4–6, 7–5      |
| Individual Round Robin | Lucie Šafářová [8]                   | Angelique Kerber [6]                 | 6–4 , 6–3          |
| Dobles Round Robin     | Raquel Kops-Jones Abigail Spears [6] | Andrea Hlaváčková Lucie Hradecká [7] | 6–3 , 3–6 , [11–9] |

## Finales

### Individuales
| Fecha    | Partido           | Partido | Partido                 | Resultado     |
| -------- | ----------------- | ------- | ----------------------- | ------------- |
| 01.11.15 | Petra Kvitová [4] | 1-2     | Agnieszka Radwańska [5] | 2-6, 6-4, 3-6 |

### Dobles
| Fecha    | Partido                            | Partido | Partido                                       | Resultado |
| -------- | ---------------------------------- | ------- | --------------------------------------------- | --------- |
| 01.11.15 | Martina Hingis [1] Sania Mirza [1] | 2-0     | Garbiñe Muguruza [8] Carla Suárez Navarro [8] | 6-0, 6-3  |